# Kunstrijden op de Olympische Winterspelen 1932

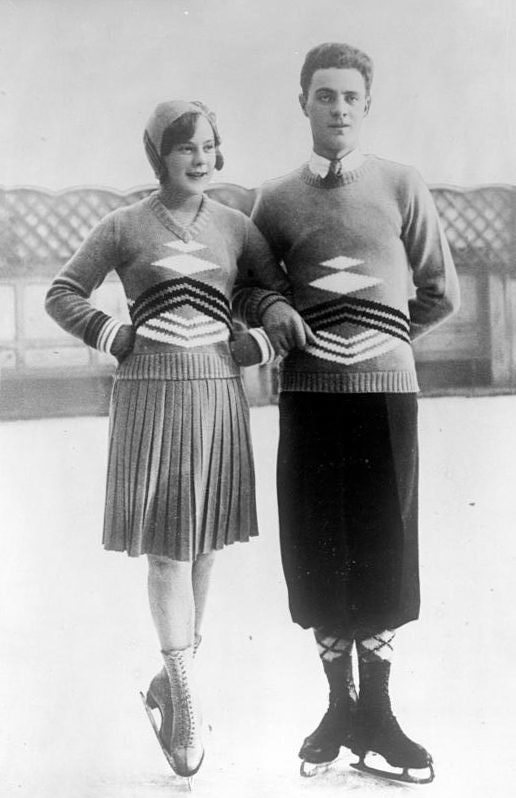
Sonja Henie en Karl Schäfer

Het kunstrijden is een van de sporten die beoefend werden tijdens de Olympische Winterspelen 1932 in Lake Placid. Het was de vijfde keer dat het kunstrijden op het olympische programma stond. In 1908 en 1920 stond het op het programma van de Olympische Zomerspelen. De wedstrijden vonden plaats van 8 tot en met 12 februari op de overdekte ijsvloer van het Olympic Fieldhouse wat plaats bood aan 3400 toeschouwers.
In totaal namen 39 deelnemers (18 mannen en 21 vrouwen) uit dertien landen deel aan deze editie.
De Zweed Gillis Grafström werd de eerste kunstschaatser die vier olympische medailles op rij won, in 1920, 1924 en 1928 werd hij olympisch kampioen, deze editie eindigde hij op de tweede plaats. Grafström was ook de eerste kunstschaatser die aan vier Olympische edities deelnam. Waar Sonja Henie hem hier al in 1936 bij de vrouwen involgde, was Jan Hoffmann in 1980 pas de tweede man die voor de vierde keer deelnam.
Zowel Sonja Henie bij de vrouwen als Andrée Brunet-Joly / Pierre Brunet bij de paren prolongeerden hun olympische titel, voor alle drie was het ook hun derde deelname. Net als in 1928 eindigde Fritzi Burger ook deze editie op de tweede plaats bij de vrouwen. Ook Beatrix Loughran was voor de derde keer deelneemster, in 1924 nam ze solo deel, in 1928 solo en bij de paren en deze editie bij de paren.
Eindrangschikking
Elk van de zeven juryleden rangschikte de deelnemer van plaats 1 tot en met de laatste plaats. Deze plaatsing geschiedde op basis van het toegekende puntentotalen door het jurylid gegeven. (Deze puntenverdeling was weer gebaseerd op 60% van de verplichte kür, 40% van de vrije kür bij de solo disciplines). De uiteindelijke rangschikking geschiedde bij een meerderheidsplaatsing. Dus, wanneer een deelnemer bij meerderheid als eerste was gerangschikt, kreeg hij de eerste plaats toebedeeld. Vervolgens werd voor elke volgende positie deze procedure herhaald. Wanneer geen meerderheidsplaatsing kon worden bepaald, dan waren beslissende factoren: 1) laagste som van plaatsingscijfers van alle juryleden, 2) totaal behaalde punten, 3) punten behaald in de verplichte kür.

## Mannen
Op 8 (verplichte kür) en 9 februari (vrije kür) streden twaalf mannen uit acht landen om de medailles.
r/m = rangschikking bij meerderheid, pc/7 = som plaatsingcijfers van alle zeven juryleden (vet = beslissingsfactor)
| rang   | sporter(s)        | land | r/m                         | pc/7 | punten |
| ------ | ----------------- | ---- | --------------------------- | ---- | ------ |
| Goud   | Karl Schäfer      | AUT  | 5x1 (1-2-1-2-1-1-1)         | 9    | 2602,0 |
| Zilver | Gillis Grafström  | SWE  | 6x2 (3-1-2-1-2-2-2)         | 13   | 2514,5 |
| Brons  | Montgomery Wilson | CAN  | 4x3 (4-3-4-4-3-3-3)         | 24   | 2448,3 |
| 4      | Marcus Nikkanen   | FIN  | 4x4 (2-4-3-3-5-5-6)         | 28   | 2420,1 |
| 5      | Ernst Baier       | GER  | 6x5 (5-5-5-5-4-4-7)         | 35   | 2334,8 |
| 6      | Roger Turner      | USA  | 7x6 (6-6-6-6-6-6-4)         | 40   | 2297,6 |
| 7      | James Madden      | USA  | 3x7 (7-7-8-8-8-9-5)         | 52   | 2049,6 |
| 8      | Gail Borden II    | USA  | 6x8 (8-8-7-7-9-7-8)         | 54   | 2110,8 |
| 9      | Kazuyoshi Oimatsu | JPN  | 4x9 (9-10-9-9-12-8-10)      | 67   | 1978,6 |
| 10     | Walter Langer     | TCH  | 4x10 (10-11-10-111-7-12-9)  | 70   | 1964,3 |
| 11     | William Nagle     | USA  | 4x11 (12-12-11-10-11-10-11) | 77   | 1884,8 |
| 12     | Ryuichi Obitani   | JPN  | - (11-9-12-12-10-11-12)     | 79   | 1856,7 |

## Vrouwen
Op 9 (verplichte kür) en 10 februari (vrije kür) streden vijftien vrouwen uit zeven landen om de medailles.
r/m = rangschikking bij meerderheid, pc/7 = som plaatsingcijfers van alle zeven juryleden (vet = beslissingsfactor)
| rang   | sporter(s)              | land | r/m                         | pc/7 | punten |
| ------ | ----------------------- | ---- | --------------------------- | ---- | ------ |
| Goud   | Sonja Henie             | NOR  | 7x1 (1-1-1-1-1-1-1)         | 7    | 2302,5 |
| Zilver | Fritzi Burger           | AUT  | 4x2 (2-4-2-3-2-2-3)         | 18   | 2167,1 |
| Brons  | Maribel Vinson          | USA  | 4x3 (4-2-3-4-5-3-2)         | 23   | 2158,5 |
| 4      | Constance Wilson-Samuel | CAN  | 5x4 (3-5-4-5-3-4-4)         | 28   | 2131,9 |
| 5      | Vivi-Anne Hultén        | SWE  | 7x5 (5-3-5-2-4-5-5)         | 29   | 2129,5 |
| 6      | Yvonne de Ligne         | BEL  | 5x6 (6-6-8-6-7-6-6)         | 45   | 1942,5 |
| 7      | Megan Taylor            | GBR  | 2x7 (8-10-7-9-6-7-8)        | 55   | 1911,8 |
| 8      | Cecilia Colledge        | GBR  | 4x8 (14-9-6-7-13-8-7)       | 64   | 1851,6 |
| 9      | Mollie Phillips         | GBR  | 4x9 (7-8-9-10-8-12-9)       | 63   | 1864,7 |
| 10     | Joan Dix                | GBR  | 3x9 (12-7-12-12-9-13-10)    | 75   | 1833,6 |
| 11     | Margaret Bennett        | USA  | 4x11 (9-11-13-11-10-10-11)  | 75   | 1826,8 |
| 12*    | Elizabeth Fisher        | CAN  | 3x12 (10-13-10-14-12-9-14)  | 82   | 1801,0 |
| 13*    | Suzanne Davis           | USA  | 5x13 (15-12-11-8-14-11-12)  | 83   | 1780,4 |
| 14     | Louise Weigel           | USA  | 6x14 (13-14-14-13-11-14-13) | 92   | 1769,4 |
| 15     | Mary Littlejohn         | CAN  | - (11-15-15-15-15-15-15)    | 101  | 1711,6 |

 * N.B. In het Officiële rapport is Davis als 12e en Fisher als 13e geklasseerd. 

## Paren
Op 12 februari (vrije kür) streden zeven paren uit vier landen om de medailles.
r/m = rangschikking bij meerderheid, pc/7 = som plaatsingcijfers van alle zeven juryleden (vet = beslissingsfactor)
| rang   | sporter(s)                                  | land | r/m                     | pc/7 | punten |
| ------ | ------------------------------------------- | ---- | ----------------------- | ---- | ------ |
| Goud   | Andrée Brunet-Joly / Pierre Brunet          | FRA  | 4x1 (2,5-1-1,5-3-1-1-2) | 12   | 76,7   |
| Zilver | Beatrix Loughran / Sherwin Badger           | USA  | 5x2 (4-2-4-1-2-2-1)     | 16   | 77,5   |
| Brons  | Emilie Rotter / László Szollás              | HUN  | 5x3 (1-3-3-4-3-3-3)     | 20   | 76,4   |
| 4      | Olga Orgonista / Sándor Szalay              | HUN  | 3x4 (2,5-5-1,5-5-5-4-5) | 28   | 72,2   |
| 5      | Constance Wilson-Samuel / Montgomery Wilson | CAN  | 5x5 (5-6-5-6-4-5-4)     | 35   | 69,6   |
| 6      | Chauncy Bangs / Frances Claudet             | CAN  | 7x6 (6-4-6-2-6-6-6)     | 36   | 68,9   |
| 7      | Gertrude Meredith / Joseph Savage           | USA  | - (7-7-7-7-7-7-7)       | 49   | 59,8   |

## Medaillespiegel
| rang | land             | Goud | Zilver | Brons | totaal |
| ---- | ---------------- | ---- | ------ | ----- | ------ |
| 1    | Oostenrijk       | 1    | 1      | 0     | 2      |
| 2    | Frankrijk        | 1    | 0      | 0     | 1      |
| 2    | Noorwegen        | 1    | 0      | 0     | 1      |
| 4    | Verenigde Staten | 0    | 1      | 1     | 2      |
| 5    | Zweden           | 0    | 1      | 0     | 1      |
| 6    | Canada           | 0    | 0      | 1     | 1      |
| 6    | Hongarije        | 0    | 0      | 1     | 1      |
|      |                  | 3    | 3      | 3     | 9      |

Londen 1908 · 
Antwerpen 1920 · 
Chamonix 1924 · 
St. Moritz 1928 · 
Lake Placid 1932 · 
Garmisch-Partenkirchen 1936 · 
St. Moritz 1948 · 
Oslo 1952 · 
Cortina d'Ampezzo 1956 · 
Squaw Valley 1960 · 
Innsbruck 1964 · 
Grenoble 1968 · 
Sapporo 1972 · 
Innsbruck 1976 · 
Lake Placid 1980 · 
Sarajevo 1984 · 
Calgary 1988 · 
Albertville 1992 · 
Lillehammer 1994 · 
Nagano 1998 · 
Salt Lake City 2002 · 
Turijn 2006 · 
Vancouver 2010 · 
Sotsji 2014 · 
Pyeongchang 2018 · 
Peking 2022
Olympische medaillewinnaars
Bobsleeën · Curling (demonstratie) · Hondenslee race (demonstratie) · Kunstrijden · Langlaufen · Noordse combinatie · Schaatsen · Schansspringen · IJshockey